# 鳴海駅
鳴海駅（なるみえき）は、愛知県名古屋市緑区鳴海町字向田にある、名古屋鉄道名古屋本線の駅。駅番号はNH27。

## 歴史
かつては鳴海工場を有し、隣接する日本車輌の工場とともに車輌修繕を行っていた。鳴海工場の敷地には新川工場配下の鳴海検車区も置かれていたほか、運転教習施設も兼ねており、東部地区の要となっていた。高架化以前に、工場機能は岡崎市の舞木検査場に、検査機能は豊明市の豊明検車区へ移し、それぞれの移転後は小規模な留置線を3本程度残すのみとなっていた。高架化後は駅南側の上下線の間に留置線を2本設けている。なお、当駅から左京山駅までの高架橋は本格的な工事開始前より一部完成しており、それに従来の線路（豊橋方面）と新設の高架線（名古屋方面）をつなげた形になっている。

### 年表
- 1917年（大正6年）5月8日 - 愛知電気鉄道の駅として開業。
- 1930年（昭和5年）3月28日 - 鳴海車庫新設。神宮前車庫の機能を移転[3]。
- 1935年（昭和10年）8月1日 - 名岐鉄道への合併により名古屋鉄道が発足したため、同社の駅となる。
- 1960年（昭和35年）9月10日 - 地下通路新設[4]。配線変更により3面5線から2面3線に（下りのみ待避線あり）[5]。
- 1970年（昭和45年）12月20日 - 上り待避線が新設され[6]、2面4線に[7]。
- 1974年（昭和49年）9月17日 - 特急（座席特急は除く）の一部が停車するようになる。
- 1976年（昭和51年）6月25日 - 駅付近に整備された自転車駐車場が開場[8]。
- 1983年（昭和58年）7月29日 - 駅舎改築[9]。
- 1987年（昭和62年）5月 - 自動改札機設置[10]。
- 1995年（平成7年） - 高架工事着手[11]。
- 2004年（平成16年）
  - 7月25日 - 高架化工事のため仮設ホームに移転[12]。
  - 9月15日 - トランパス導入[13]。
- 2005年（平成17年）1月29日 - ダイヤ改正に伴い、西尾線直通特急の停車を廃止。特急は上り1本のみの停車となる。
- 2006年（平成18年）11月25日 - 高架線開通[1]。上下線とも高架線へ切り替え、高架駅での営業が開始[1]。
- 2008年（平成20年）12月 - 鳴海駅前第2種市街地再開発事業のリベスタ鳴海（鳴海駅隣）と鳴海駅の連絡通路、バスターミナルリニューアル工事開始
- 2009年（平成21年）
  - 4月1日 - 仮設ホーム跡地にバスターミナルを含む鳴海南駅前広場新設。名古屋市営バスの乗り入れ開始。
  - 6月15日 - 名鉄バスの乗り場を新設したバスターミナルに移転。リベスタ鳴海との連絡通路完成。
- 2011年（平成23年）2月11日 - ICカード乗車券「manaca」供用開始。
- 2012年（平成24年）2月29日 - 「トランパス」供用終了。

## 駅構造
島式2面4線ホームを持つ高架駅。2006年（平成18年）11月25日に高架化された。名鉄名古屋駅・名鉄岐阜駅側を向いて左に向かうカーブの途中にあるため4線あるうち外側の1番線と4番線が本線、内側の2番線と3番線が待避線という配線であり、名鉄では当駅と岩倉駅程度でしか見られない配線である（大江駅もカーブの途中にあるが、大江駅の名古屋方面ホームは当駅とは異なり内側が本線である）。
自動放送も昔から完備しており、時々駅員が放送することもある。
高架化後もホームはカーブ上にあり、特に4番線に停車する列車はカントがつけられている関係上、進行方向右側に傾いて停車する。2番線への分岐器は外方分岐のため逆カントとなるが、駅ホームからかなり手前に設置されているため大幅な速度制限とはならない。3番線から4番線に合流する部分も逆カントとなっている。
改札口は東西の2か所で、駅員が常駐するのは西口側である。エレベーター・エスカレーターは各ホームに1か所ずつある。下りホームのエレベーターはコンコース - 地上との連絡も兼用している。改札外には東西とも店舗がいくつかある。

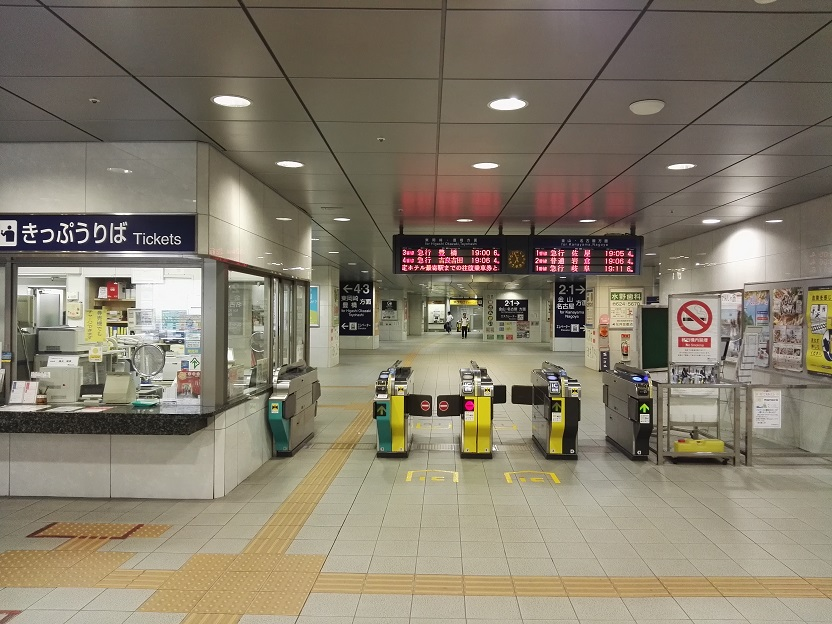
改札口
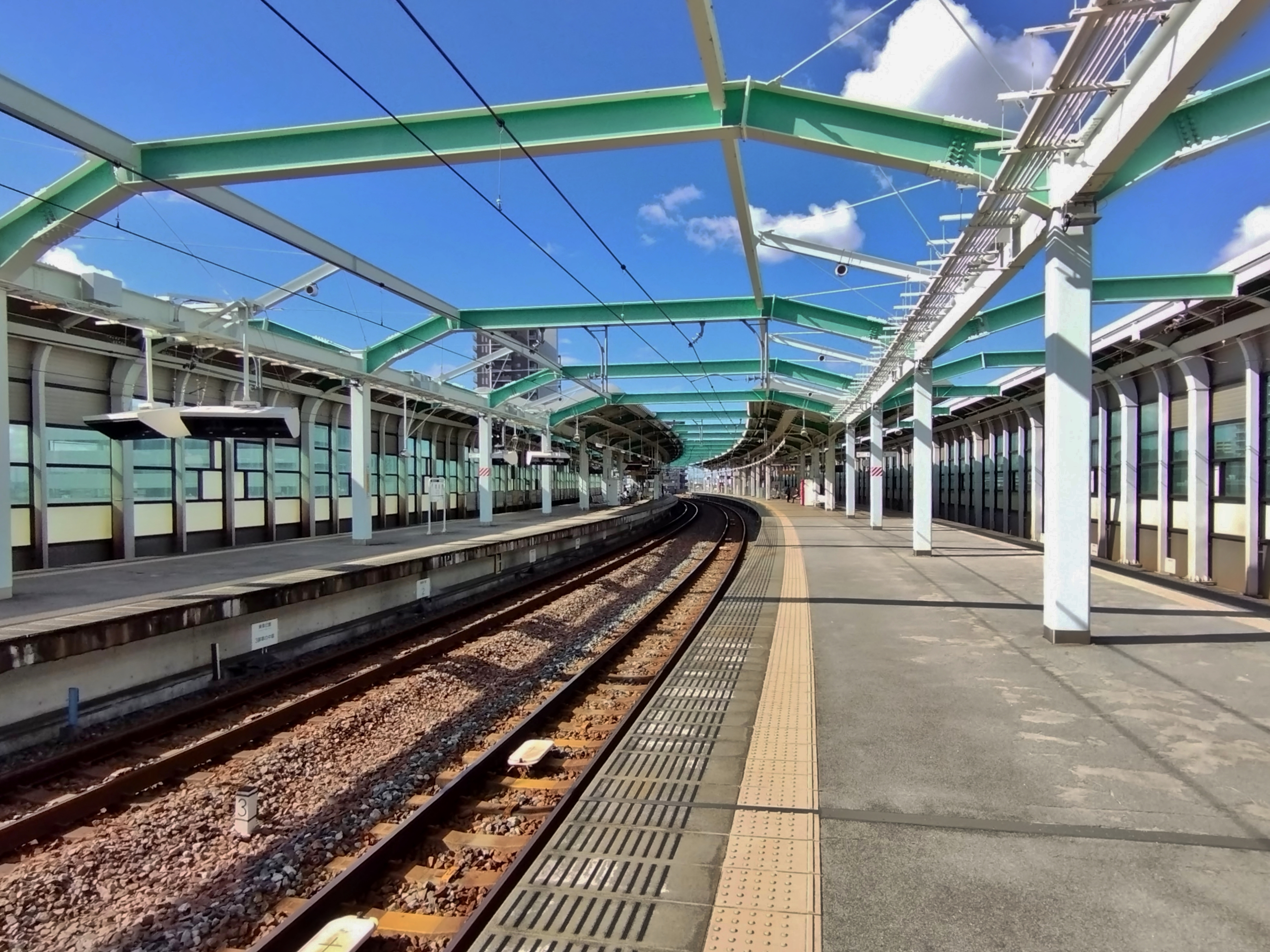
ホーム
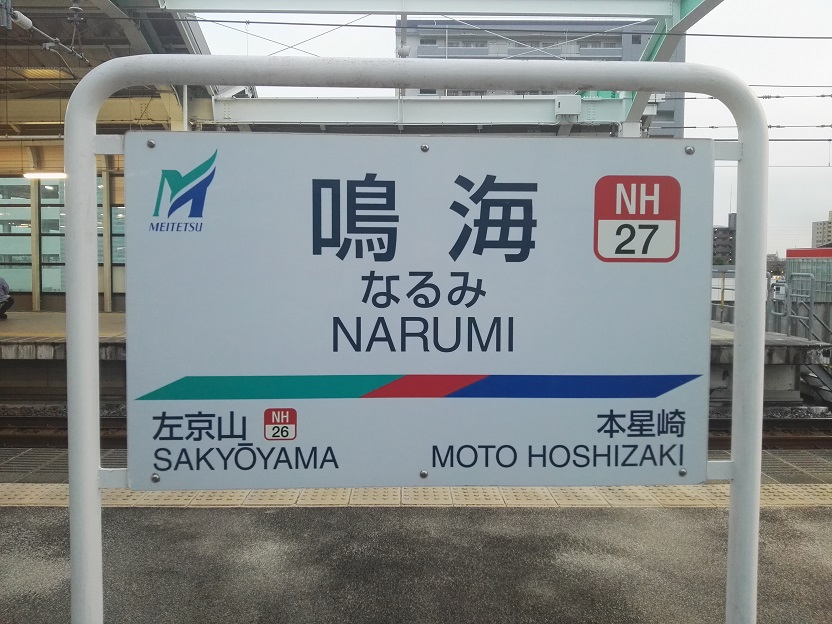
駅名標

### のりば
| 番線 | 路線          | 方向 | 行先                 | 備考   |
| ---- | ------------- | ---- | -------------------- | ------ |
| 1    | NH 名古屋本線 | 下り | 金山・名鉄名古屋方面 | 本線   |
| 2    | NH 名古屋本線 | 下り | 金山・名鉄名古屋方面 | 待避線 |
| 3    | NH 名古屋本線 | 上り | 東岡崎・豊橋方面     | 待避線 |
| 4    | NH 名古屋本線 | 上り | 東岡崎・豊橋方面     | 本線   |

### 配線図
| ← 東岡崎・ 豊橋方面 | 名古屋鉄道 鳴海駅 構内配線略図 | → 名古屋・ 岐阜方面 |
| 凡例 出典:          |                                |                     |

## ダイヤ
急行以下の種別の他、平日の朝に一部特別車特急豊橋行きが2本停車（7:04発、8:15発。7:04発は伊奈駅にも停車）する。7:04発は特別車締切の急行を特急に格上げしたもので、8:15発の特急は元は全車一般車特急東岡崎行き（新岐阜駅（現在の名鉄岐阜駅）始発）で、1995年（平成7年）に快速急行（初代）に格下げされたが、2003年（平成15年）にこの快速急行が廃止された後は特急豊橋行き（事実上は接続していた特急と統合したため、当初より国府駅にも停車）となり現在に至る。2023年（令和5年）までは6時台にもう1本（6:45発、伊奈駅にも停車）あったが、同改正で一部特別車急行に格下げされた。
この他、2005年（平成17年）までは西尾線直通の全車特別車特急も停車していた（同時に当駅で普通に接続）が、ダイヤ改正以降、2008年（平成20年）に格下げされるまでは全て通過していた。この特急が通過していた時期の停車列車は上下1本ずつ減って上下線とも毎時11本ずつであったが、2008年（平成20年）6月改正より西尾線直通特急は快速急行（現在は急行）に格下げされたため、当駅に停車する列車の本数は以前と同じ上下毎時12本ずつに戻っている。
日中、下りは当駅で急行と普通が緩急接続を行うことが多く（この先の本笠寺駅と堀田駅と二ツ杁駅では緩急接続ができず、神宮前駅以西は本数が多いこともあり新清洲駅か西春駅まで事実上できないため）、毎時2本の豊川稲荷発急行一宮行き（日中は準急佐屋行き）と普通犬山行き、毎時2本の急行弥富（平日夕方から佐屋）行きと普通岩倉行きが緩急接続をする。反面、上りは毎時2本の急行吉良吉田行きと普通東岡崎行きが緩急接続を行うのみ（急行吉良吉田行きは豊明駅で別の普通東岡崎行き、知立駅で岡崎・豊橋方面の特急へそれぞれ乗り換えできる）であり、上りは緩急接続をあまり行っていない（ほとんど前後駅で緩急接続を行う。2023年3月より日中に準急豊明行きと普通東岡崎行きが緩急接続を行っている）。一方、毎時2本の急行豊橋行きは当駅で快速特急豊橋行きに、毎時2本の急行豊川稲荷行き（日中除く）は当駅で特急豊橋行きに追い越される。
2003年（平成15年）までは夕方に当駅で種別変更して名古屋方面へ向かう列車があった（東岡崎駅または豊明駅→普通→当駅→急行（一部本笠寺駅停車）→神宮前駅→急行または普通→岩倉駅や犬山駅など）が、現在は殆ど種別変更は行わない。また、1990年まで運転されていた高速の一部も当駅に停車していた。
朝と深夜のみごく僅かに、当駅止まりや当駅始発の列車が存在するため、留置線を2本ほど有する。当駅で増結・解結を行う列車もあり、昼間の留置線はそのための車両の待機用として使われていることが多い。

## 利用状況
- 「移動等円滑化取組報告書」によれば、2020年度の1日平均乗降人員は15,467人である[18]。
- 『名鉄120年：近20年のあゆみ』によると2013年度当時の1日平均乗降人員は18,148人であり、この値は名鉄全駅（275駅）中21位、名古屋本線（60駅）中12位であった[19]。
- 『名古屋鉄道百年史』によると1992年度当時の1日平均乗降人員は29,752人であり、この値は岐阜市内線均一運賃区間内各駅（岐阜市内線・田神線・美濃町線徹明町駅 - 琴塚駅間）を除く名鉄全駅（342駅）中13位、 名古屋本線（61駅）中10位であった[20]。
- 『名鉄 1983』によると、1981年度当時の一日平均乗降人員は25,856人であり、この値は名鉄全駅中13位であった[21]。
- 『創立70周年記念 今日と明日の名鉄』によると、1960年度当時の一日平均乗降人員は14,241人であり、1963年度の値は24,493人であった[22]。
- 『名古屋市統計年鑑』によると、2019年度の1日平均乗車人員は9,538人である。各年度の1日平均乗車人員は以下の通り[23]。

| 年度   | 1日平均 乗車人員 |
| ------ | ---------------- |
| 2000年 | 9,247            |
| 2001年 | 9,018            |
| 2002年 | 8,635            |
| 2003年 | 8,513            |
| 2004年 | 8,163            |
| 2005年 | 8,640            |
| 2006年 | 8,740            |
| 2007年 | 8,945            |
| 2008年 | 9,366            |
| 2009年 | 9,059            |
| 2010年 | 9,147            |
| 2011年 | 8,728            |
| 2012年 | 8,728            |
| 2013年 | 8,998            |
| 2014年 | 8,995            |
| 2015年 | 9,183            |
| 2016年 | 9,293            |
| 2017年 | 9,472            |
| 2018年 | 9,560            |
| 2019年 | 9,538            |

## 駅周辺

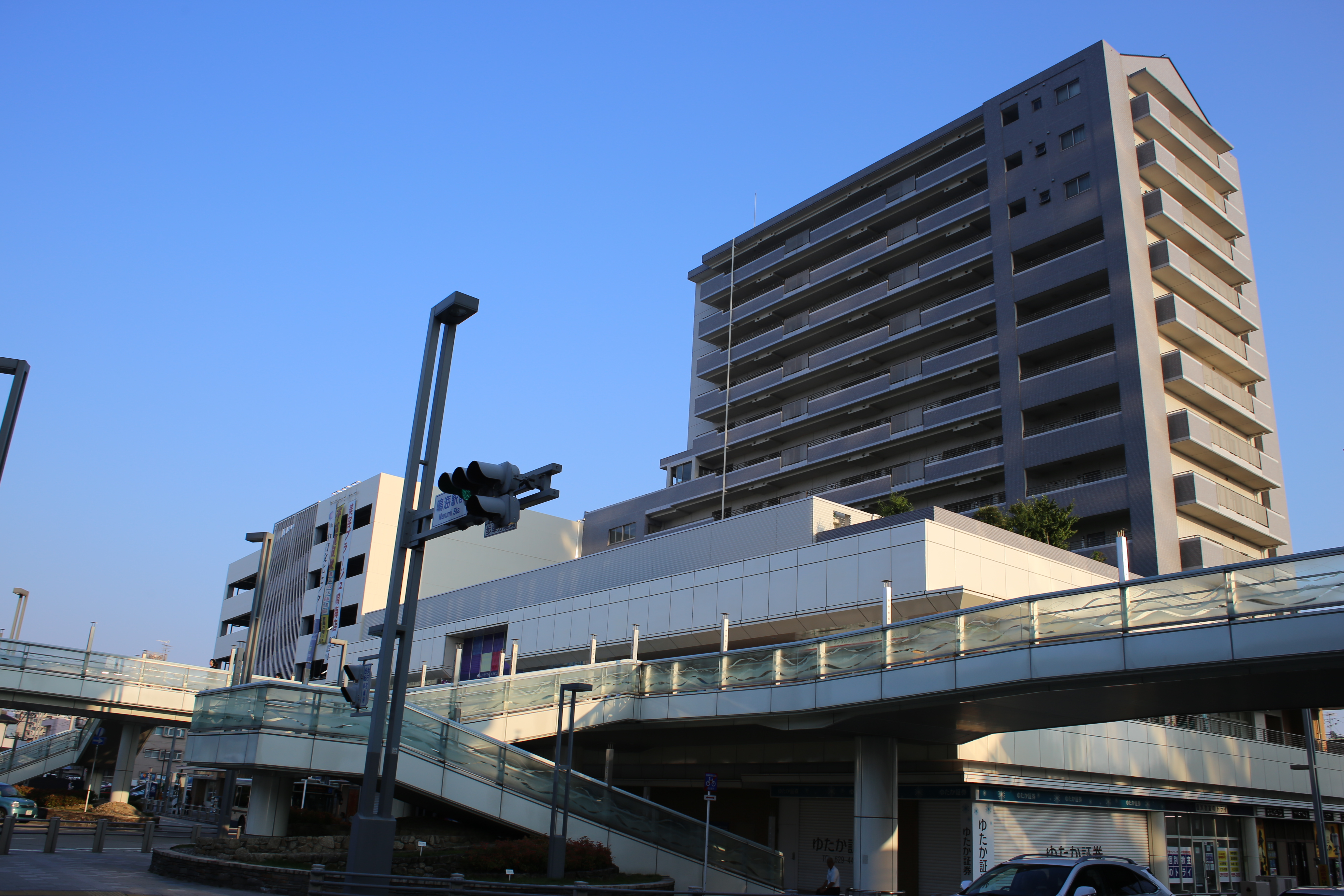
リベスタ鳴海

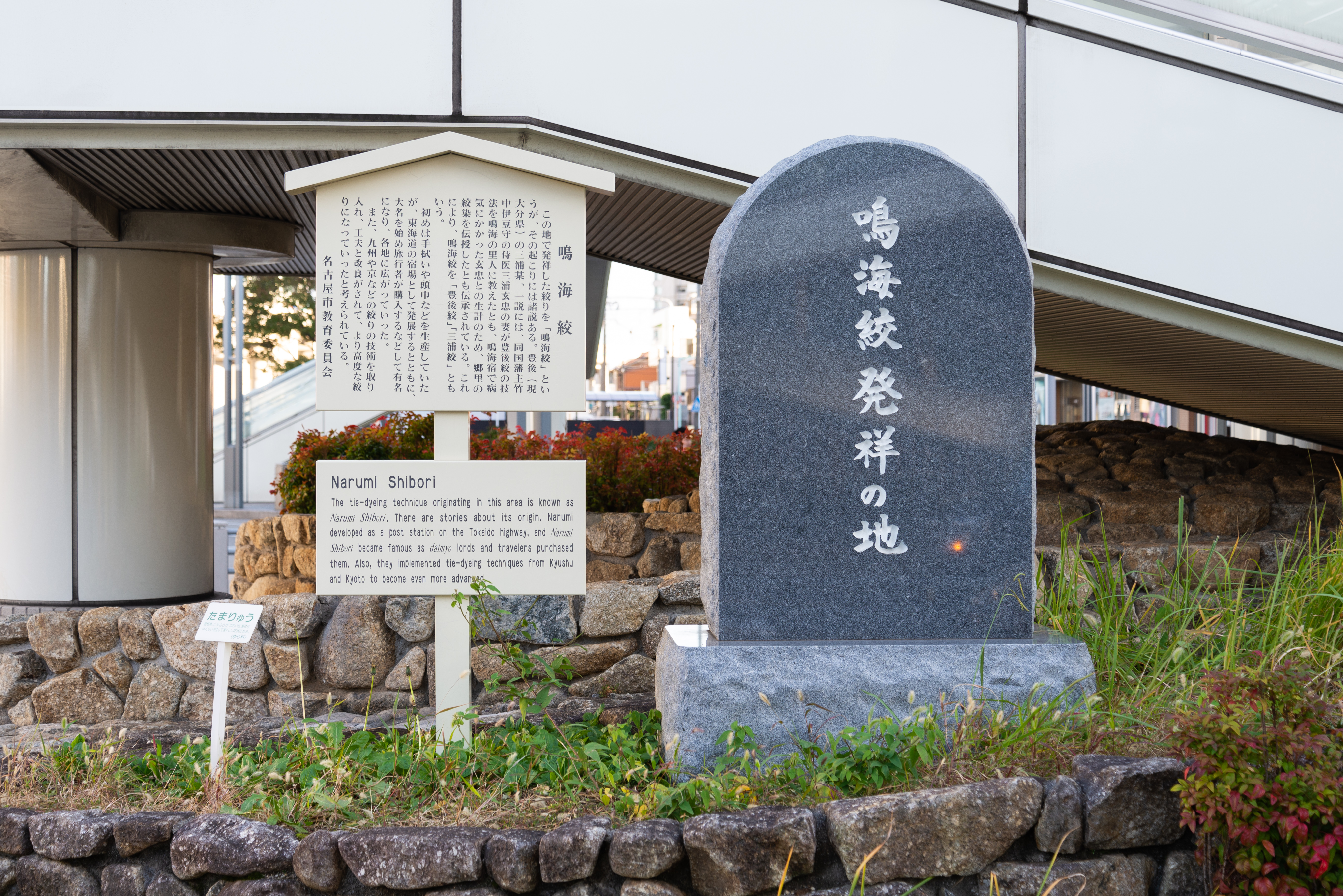
駅前に設置された鳴海絞発祥の地を示す石碑

当駅の高架下の1階と2階は鳴海プラザという小さなショッピングモールとなっており、ヤマダイVerdeやハローワークプラザなるみなど数店舗が入居している。

### 主な施設
教育施設
- 名古屋市立鳴海小学校
- 東海自動車学校
- 名鉄自動車学校（※ 旧鳴海球場跡）
- 名古屋市緑生涯学習センター（※名古屋市に合併する前の、旧愛知郡鳴海町の役場があった場所）

神社
- 成海神社

自然
- 扇川

道路
- 愛知県道242号鳴海停車場線
- 旧東海道（愛知県道222号緑瑞穂線）
- 愛知県道221号岩崎名古屋線
- 国道1号

商業施設
- なるぱーく（※ バロー・エディオン等が入居）
- ヤマダイ Verde鳴海駅前店（駅の高架下）
- リベスタ鳴海

郵便局・金融機関
- 名古屋鳴海郵便局
- 三十三銀行 鳴海支店
- 三菱UFJ銀行 鳴海支店／豊明支店
- 碧海信用金庫 鳴海支店
- 瀬戸信用金庫 鳴海支店

企業
- 日本車輌製造 鳴海製作所
- 中央発條

その他
- ハローワーク名古屋南 なるみ職業相談窓口

## 鳴海交通広場

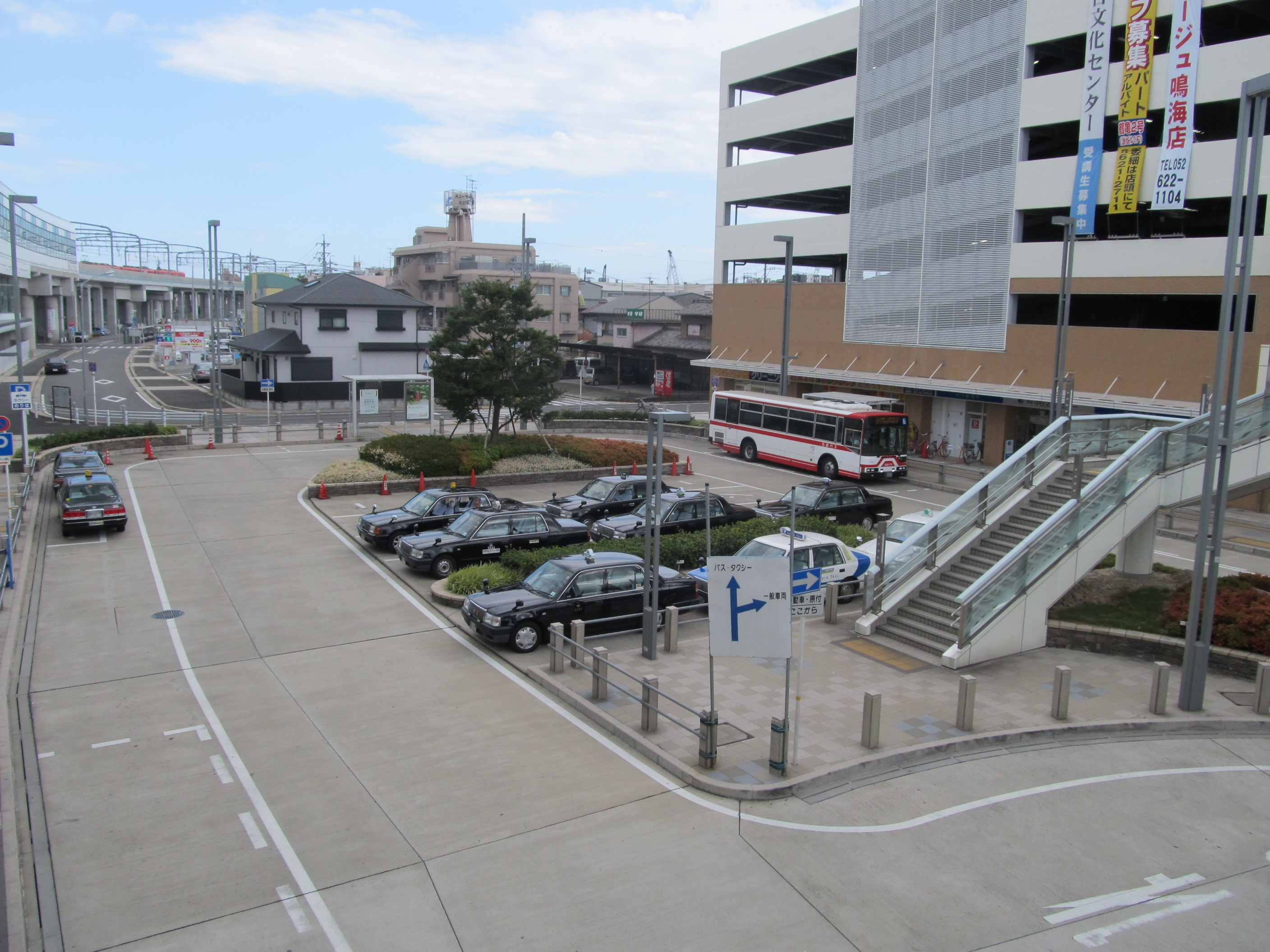
鳴海交通広場

### 路線バス
名鉄バス、名古屋市営バスとも2009年（平成21年）4月に完成した駅南側の鳴海南駅前広場にあるバスターミナル内より発車する。
新設のバスターミナルの歩道及びペデストリアンデッキ（2009年（平成21年）6月完成）を通るとすぐ隣のリベスタ鳴海にすぐつながっている。
名鉄バス、名古屋市営バスとも乗り場は2ヶ所ずつある。

#### 名鉄バス「鳴海駅」バス停
2021年（令和3年）6月1日より、【55】鳴海駅 - 成海神社 - 池上 - 滝ノ水口 - 黒石住宅 - 鳴子みどりヶ丘 を増便の上変更となる。
- 【55】：鳴海駅 - 成海神社 - 池上 - 滝ノ水口 - 黒石住宅 - 鳴子みどりヶ丘
- 【59】：鳴海駅 - 緑区役所 - 大高緑地西 - イオンモール大高
  - 【59】の鳴海駅 - イオンモール大高の路線バスを利用し、イオンモール大高での買い物で条件を満たすと復路の鳴海駅行の乗車券を貰える。

2016年（平成28年）10月1日より新たに「大高緑地西」停留所が新設された。この日より鳴海駅から直通でイオンモール大高へは行かなくなった。
2018年（平成30年）4月より「鳴海駅前」停留所の名称が「鳴海駅」停留所に変更された。
2021年（令和3年）5月31日までは、
- 【50】：鳴海駅 - 成海神社 - 池上 - 鳴子住宅 - 鳴子みどりヶ丘
- 【51】：鳴海駅 - 成海神社 - 池上 - 鳴子住宅 - 鳴子みどりヶ丘 - ほら貝 - 天白消防署 - 平針運転免許試験場 - 島田住宅 - ほら貝 - 鳴子みどりヶ丘 - 鳴子住宅 - 池上 - 成海神社 - 鳴海駅（循環）
- 【56】：鳴海駅 - 緑市民病院 - 滝ノ水口 - 神沢中学校 - 滝ノ水口 - 緑市民病院 - 鳴海駅（循環）

系統も存在した。

#### 名古屋市営バス「名鉄鳴海」バス停
- 新瑞12：地下鉄徳重、新瑞橋行（地下鉄徳重行：1番のりば、新瑞橋行：2番のりば）
- 鳴子15：地下鉄鳴子北、鳴尾車庫行（地下鉄鳴子北行：1番のりば、鳴尾車庫行：2番のりば）
- 鳴海11：南大高駅行（右回り、左回り）（左回り：1番のりば、右回り：2番のりば）
- 鳴海12：有松町口無池、要町行（有松町口無池行：1番のりば、要町行：2番のりば）
- 鳴・有：名鉄有松、鳴尾車庫行（名鉄有松行：1番のりば、鳴尾車庫行：2番のりば）

## 隣の駅
名古屋鉄道
NH 名古屋本線
□快速特急・■特急
通過　
■特急（平日7:04と8:15の豊橋行き）
知立駅（NH19） - 鳴海駅（NH27） - 神宮前駅（NH33）
■急行
前後駅（NH23） - （一部中京競馬場前駅（NH24）・有松駅（NH25）） - 鳴海駅（NH27） - 堀田駅（NH32）
■準急
有松駅（NH25） - 鳴海駅（NH27） - 堀田駅（NH32）
■普通
左京山駅（NH26） - 鳴海駅（NH27） - 本星崎駅（NH28）